# Mampuku-ji
Mampuku-ji (萬福寺, Manpuku-ji) é o templo principal da escola Obaku de Zen Budismo japonês. Fundada em 1661 pelo monge chinês Yinyuan Longqi e seu discípulo Muyan, está localizado em Uji, próximo de Kyoto, e foi construído no estilo Ming chinês. Em 1664 o controle do templo passou para Muyan, após muitos monges chineses terem seguido como abade. Apenas a partir do décimo quarto os abades passaram a ser japoneses.

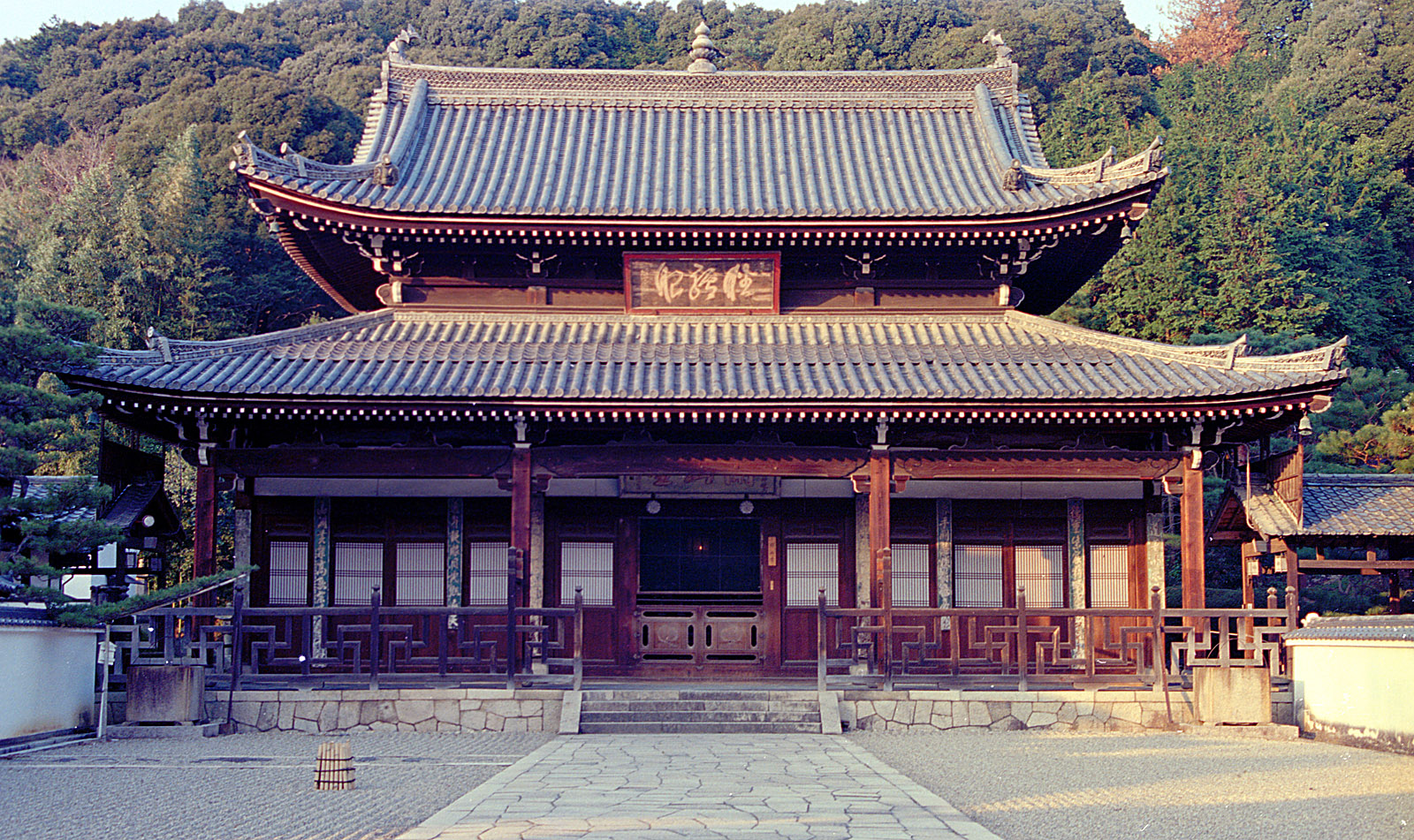
Mampuku-ji

O arranjo dos prédios segue o estilo arquitetônico Ming, representando a imagem de um dragão. A principal estátua deste templo é um Gautama Buda sentado. Também podem ser vistas esculturas pelo escultor chinês Han Do Sei.
O tesouro do templo possui uma coleção completa de escrituras budistas completadas em 1678 e compreendendo aprooximadamente 60,000 blocos de impressão, que ainda são usados. A produção dos blocos de impressão foi custeada por doações coletadas em todo o país por muitos anos.